# Асимптотична точка
Асимптотична точка на крива е особена точка, около която кривата се „намотава“ спираловидно, с безброй много намотки, доближавайки се неограничено до нея, без да я достига.
По една асимптотична точка имат например:
- логаритмичната спирала
- хиперболичната спирала
- жезълът на Коутс

Две асимптотични точки има клотоидата (още известна като спирала на Ойлер или спирала на Корну).